# Poštovka
Poštovka je zaniklá usedlost v Praze 5-Košířích v ulici Zahradníčkova, na levém břehu motolského potoka severně od Plzeňské ulice. Je po ní pojmenována ulice U Poštovky.

## Historie
Usedlost koupil roku 1717 císařský poštovní sekretář Michal Rubner. Stála na hranici Košíř a Motola při státní silnici a v 19. století byla upravena na zájezdní hostinec. Po výstavbě nové silnice (Plzeňská), která napřímila cestu do Motola a Řep, stála stranou.
Zbořena byla v 60. letech 20. století a na jejím místě mělo být postaveno sídliště. Projekt ale nebyl realizován kvůli nevyhovujícím geologickým podmínkám.